# Herpestomus dichrous
Herpestomus dichrous är en stekelart som beskrevs av Otto Schmiedeknecht 1903. Herpestomus dichrous ingår i släktet Herpestomus och familjen brokparasitsteklar. Inga underarter finns listade i Catalogue of Life.